# Pseudosenefeldera inclinata
Pseudosenefeldera inclinata là một loài thực vật có hoa trong họ Đại kích. Loài này được (Müll.Arg.) Esser mô tả khoa học đầu tiên năm 2001.